# Equazioni di Bessel
In matematica, le equazioni di Bessel, il cui nome è dovuto a Friedrich Wilhelm Bessel, sono un caso particolare dell'equazione ipergeometrica confluente, le cui soluzioni definiscono le armoniche cilindriche o funzioni di Bessel.

## Definizione
Si tratta di equazioni differenziali ordinarie del second'ordine lineari omogenee della forma:
{\displaystyle x^{2}y''+xy'+(x^{2}-\alpha ^{2})y=0}
{\displaystyle x^{2}y''+xy'+(x^{2}+\alpha ^{2})y=0}
dove si è utilizzata la notazione di Lagrange per le derivate totali per l'incognita {\displaystyle y}. Il numero {\displaystyle \alpha } è detto l'ordine dell'equazione, mentre {\displaystyle x} e {\displaystyle y} assumono valori in {\displaystyle \mathbb {C} }.
Esplicitando le derivate e dividendo per {\displaystyle x^{2}}:
{\displaystyle {\frac {d^{2}y}{dx^{2}}}+{\frac {1}{x}}{\frac {dy}{dx}}+\left(1\pm {\frac {\alpha ^{2}}{x^{2}}}\right)y=0}
che si può scrivere anche come:
{\displaystyle {\frac {1}{x}}{\frac {d}{dx}}\left(x{\frac {dy}{dx}}\right)+\left(1\pm {\frac {\alpha ^{2}}{x^{2}}}\right)y=0}
Le soluzioni generali sono le armoniche cilindriche o funzioni di Bessel, e si suddividono in funzioni di Bessel del primo tipo (chiamate esse stesse "armoniche cilindriche" e indicate con {\displaystyle J_{\alpha }(x)}) e funzioni di Bessel del secondo tipo (dette funzioni di Neumann o funzioni di Weber e indicate con {\displaystyle Y_{\alpha }(x)}). Un terzo tipo di soluzione, le funzioni di Bessel del terzo tipo o funzioni di Hankel {\displaystyle H_{\alpha }^{1}(x)} e {\displaystyle H_{\alpha }^{2}(x)}, sono una particolare combinazione lineare delle precedenti.
Se {\displaystyle \alpha } non è intero una soluzione generale è data da:
{\displaystyle y=C_{1}J_{\alpha }(x)+C_{2}J_{-\alpha }(x)}
con {\displaystyle C_{1}} e {\displaystyle C_{2}} costanti arbitrarie.
Per un ordine generico la soluzione può invece essere data nelle seguenti forme:
{\displaystyle y=C_{1}J_{\alpha }(x)+C_{2}Y_{\alpha }(x)\qquad y=C_{1}H_{\alpha }^{1}(x)+C_{2}H_{\alpha }^{2}(x)}
Per un dato ordine le funzioni {\displaystyle J_{\alpha }(x)}, {\displaystyle Y_{\alpha }(x)}, {\displaystyle H_{\alpha }^{1}(x)} e {\displaystyle H_{\alpha }^{2}(x)} sono infatti mutuamente linearmente indipendenti.

## Forma ridotta
Sostituendo {\displaystyle y=ux^{-1/2}} si ottiene la forma ridotta della prima equazione di Bessel:
{\displaystyle u''+\left(1+{\frac {1-4\alpha ^{2}}{4x^{2}}}\right)u=0}
Sostituendo {\displaystyle x=z/2i} in tale forma ridotta si giunge all'equazione di Whittaker.